# Энциклопедия Ауньяменди
Энциклопедия Ауньяменди — крупнейшая энциклопедия баскской культуры и общества, содержащая 120 000 статей и более 67 000 изображений.

## История
Основана в 1958 году братьями Бернардо и Мариано Эсторнес Ласа (значительный вклад в создание энциклопедии также внесли Гарикойц и Идойя Эсторнес Субисаррета) Энциклопедия начала публиковаться в 1969 году в издательстве Auñamendi. С 1996 года организация Eusko Ikaskuntza взяла на себя задачу оцифровки, каталогизации и размещения в сети. Новая энциклопедия основана на энциклопедии Auñamendi Бернардо Эсторнеса Ласа, созданной в 1933 году и чей первый и последний тома были выпущены в 1960 и 2008 годах соответственно. Всего было 58 томов. Содержание Энциклопедии Ауньяменди создано большой группой специалистов по различным предметам, которые гарантируют уровень качества и научную строгость энциклопедии.  Команда энциклопедии посвящена обеспечению качественного содержания. Все материалы анализируются и сравниваются экспертами Eusko Ikaskuntza.